# Greshamsches Gesetz
Das Greshamsche Gesetz (Gresham’sches Gesetz, auch Gresham-Kopernikanisches Gesetz genannt) besagt in der Volkswirtschaftslehre, dass bei in einem Staat zugelassenen Parallelwährungen die Hartwährung durch die Weichwährung vom Markt verdrängt wird.

## Allgemeines
Außerhalb der Rechtswissenschaft (hier gibt es formale Gesetze) spricht man in den übrigen Wissenschaften von einem Gesetz oder einer Gesetzmäßigkeit, wenn aus einer Theorie orts-, zeit- und kulturunabhängige allgemeingültige Aussagen abgeleitet werden, die weltweit dauerhaft, aber nicht immer ausnahmslos, gelten. Naturgesetze sind in der Naturwissenschaft dagegen ausnahmslos geltende Regeln für den Ablauf des Geschehens. Das Greshamsche Gesetz beruht auf Erfahrungswerten und gilt deshalb nicht ausnahmslos.

## Entstehungsgeschichte
Bereits von dem griechischen Dichter Aristophanes wird die Verdrängung des guten Geldes durch schlechtes Geld im alten Griechenland – als Gleichnis zur Verdrängung guter Bürger durch schlechte – in seiner Komödie „Die Frösche“ beschrieben.
Nikolaus von Oresme kritisierte 1355 im mittelalterlichen Frankreich in seinem „Traktat über Geldabwertungen“ die Münzverschlechterungen jener Zeit, die zur Geldabwertung führen würden und zur Folge hätten, dass unter bestimmten Bedingungen „schlechtes Geld gutes verdrängt“.
In England des Elisabethanischen Zeitalters gab es zwei gültige Parallelwährungen, eine Gold- und eine Silberwährung. Die wertvollere Goldwährung verschwand vom Markt, weil die Wirtschaftssubjekte Gold horteten und sie für Notzeiten zurücklegten. Dadurch befanden sich auf dem Markt lediglich noch Silbermünzen in Umlauf. Das Gesetz ist wohl nicht von Thomas Gresham, dem Gründer der Royal Exchange, formuliert worden, denn in seinen Veröffentlichungen fehlen dementsprechende Nachweise. Schon zur Zeit von Greshams Geburt formulierte Nikolaus Kopernikus, in seiner Eigenschaft als preußischer Domherr, in seinen Denkschriften über das Münzwesen die Problematik. Unabhängig davon wurde die Gesetzmäßigkeit rund 150 Jahre später auch vom japanischen konfuzianischen Gelehrten Arai Hakuseki formuliert.
Vielmehr wurde das Gesetz nur zu Ehren von Gresham benannt. Als Urheber gilt Henry Dunning McLeod (1821–1902), der es seinerseits dem Philosophen Aristophanes zuschrieb. Dieser sprach in seiner griechischen Komödie Die Frösche von den wertvollen Münzen, die für den Müll von gestern aufgegeben werden. Gleichwohl verbleibt dies eine Beobachtung einer auffälligen Verhaltensweise, welche als töricht angeprangert wird.

## Inhalt
In seiner Ursprungsfassung bezieht sich das Greshamsche Gesetz lediglich auf die Währungspolitik. Wenn eine Regierung eine Geldsorte gegenüber einer anderen Geldsorte gesetzlich unterbewertet, wird die unterbewertete (wertvollere) Geldsorte das Land verlassen oder durch Hortung aus dem Umlauf verschwinden; die überbewertete (weniger wertvolle) Geldsorte hingegen wird den Geldumlauf dominieren.
Grund ist, dass Geld auch eine Wertaufbewahrungsfunktion hat und die Wirtschaftssubjekte daher dazu neigen, das wertvollere Geld zu horten. Sind in einem Staat beispielsweise zwei Währungen gleichzeitig in Umlauf wie eine Gold- und eine Silberwährung und besitzen diese ein gesetzlich festgelegtes Wertverhältnis zueinander, so verdrängt das „schlechte Geld“ das „gute Geld“, wenn das tatsächliche Wertverhältnis auf dem Markt vom gesetzlichen abweicht. „Schlechtes Geld“ ist demgemäß dasjenige Geld, dessen Wert tatsächlich unterhalb des gesetzlich vorgeschriebenen Wertverhältnisses liegt. Zur Zeit der Edelmetallstandards (Silberstandard, Goldstandard) war zu beobachten, dass „schlechtes Geld“ (dem Edelmetallgehalt nach unterwertiges Geld) das „gute Geld“ aus dem Umlauf verdrängt, wenn durch die Obrigkeit ein Zwangskurs für das Verhältnis von „gutem“ zu „schlechtem“ Geld festgesetzt worden war. Das schlechte Geld ist überbewertet, da sein Nominalwert höher ist als der tatsächliche Edelmetallwert. Das Gesetz gilt, wo für den Zahlenden Wahlfreiheit besteht, ob er Zahlungen in gutem, werthaltigem oder schlechtem, weniger wertvollem Geld leistet, der Zahlungsempfänger aber das schlechte Geld zum selben Kurs annehmen muss wie das gute.
Auf die heutige Zeit übertragen gilt dies für die Weichwährung, welche im selben Staat die Hartwährung verdrängt. Ausnahmen gibt es in Staaten mit einer Weichwährung, wo jedoch eine als Zahlungsmittel genutzte Fremdwährung die Weichwährung verdrängt.

## Funktionsweise
Die Funktionsweise des Greshamschen Gesetzes zeigt sich beispielsweise, wenn zwischen zwei Geldarten gesetzlich eine Parität fixiert wird (Doppelwährung; vgl. Bimetallismus), oder noch ausgeprägter, wenn neben vollwertigem Metallgeld auch Papiergeld mit Zwangskurs umläuft.
Während das „schlechtere“, vom Metallwert her billigere Geld als Zahlungsmittel zu Zahlungszwecken verwendet wird, fließt das höher geschätzte Geld häufig ins Ausland ab oder wird im Inland nach der Einnahme aus der Zirkulation nicht wieder zu Zahlungszwecken ausgegeben und somit als Wertaufbewahrungsmittel gehortet. Vielfach wird das „gute Geld“ deshalb so lange wie möglich gehalten, weil eine zukünftige Aufwertung des höhergeschätzten Geldes erwartet wird und dann entsprechende Gewinne zu realisieren sind. Es verschwindet damit aus dem Geldumlauf. In Krisenzeiten können diese gehorteten Geldzeichen jedoch zumindest teilweise wieder zu Zahlungszwecken oder als „Tauschobjekte“ auftauchen, um dann meist erneut von anderen Spekulanten gehortet zu werden.
Dieser Mechanismus des Greshamschen Gesetzes kann allerdings nur dann in Kraft treten, wenn der Schuldner oder Käufer überhaupt eine Wahlentscheidung fällen kann, mit welcher Geldart (z. B. Gold- oder Papiergeld, Kurantmünzen oder Scheidemünzen) er eine offene Rechnung begleichen oder eine gekaufte Ware bezahlen kann.
Weiterhin ist zu beobachten, wenn Waren im Ausland billiger als im Inland sind und dort ausländisches Geld akzeptiert wird, dass dann das inländische, eigene, möglichst „billigere“ Geld solange dorthin abfließt, bis sich ein Gleichgewicht durch ausländische Preiserhöhungen bzw. Zollerhebungen etc. oder inländische Preissenkungen eingestellt hat.

## Anwendungsbereich
Auch heute, im Zeitalter der reinen Fiat-Money-Währungen, wirkt das Greshamsche Gesetz noch, wenn zum Beispiel durch Inflation der Nennwert der kleinsten, unedlen Umlaufmünzen unter deren eigentlichen Materialwert fällt, wobei die ursprünglichen Gesamtherstellungskosten der Münze hierbei bedeutungslos sind. Diese unedlen Umlaufmünzen werden dann durch Privatpersonen aus der Zirkulation genommen und ggf. sogar als Rohstoffe für Produkte verwendet – sofern der Staat sie nicht schon vorher rechtzeitig einzieht oder Münzen mit geringeren Abmessungen und billigeren Materialien emittiert. Einige Länder, z. B. die USA, haben deshalb die Verwendung von Münzen zu anderen als Zahlungszwecken unter Strafandrohung gesetzlich verboten.
Bei Marktsättigung und Käufermärkten entscheidet nicht der Verkäufer darüber, was er erhalten kann, sondern der Käufer entscheidet, womit er bezahlt. Der Verkäufer kann entweder das schlechte Geld des Kunden annehmen und somit Umsatz tätigen, oder aber er verzichtet und der Kunde sucht sich einen anderen Lieferanten, der lieber das schlechte Geld annimmt als gar keinen Umsatz zu machen.
In der Umformulierung besagt das Greshamsche Gesetz heute für den Gütermarkt, dass Güter mit geringer Produktqualität die Güter mit höherer Produktqualität vom Markt verdrängen, weil den Nachfragern die vollständige Markttransparenz fehlt und die Anbieter sich wegen ihres Gewinnmaximierungsziels an die geringere Qualität der Konkurrenz anpassen. Im Informationsmanagement wird von der Erwartung ausgegangen, dass weiche Daten gegenüber harten Daten bevorzugt werden.
Es gibt auch Fälle, in denen das Greshamsche Gesetz ohne staatlichen Zwang wirksam wurde. So führte der erfolgreiche niederländische Ostseehandel dazu, dass der ursprünglich aus den spanischen Niederlanden stammende Albertustaler im Ostseeraum im 17. Jahrhundert als Handelsmünze sehr beliebt wurde. Diese Beliebtheit schlug sich darin nieder, dass Verkäufer im Ostseeraum für einen in (Reichs-)Talern spezifizierten Preis auch die gleiche Menge an Albertustalern annahmen. Ein vollwertig geprägter Reichstaler enthält aber 25,98 g Feinsilber, ein Albertustaler nur 24,65 g. In mehreren Importländern von Produkten aus den Ostseeraum wurden daher zunehmend Albertustaler geprägt, um damit im Osthandel einzukaufen (u. a. in der königlich-dänischen Münze zu Altona).
Eine Variante des Greshamschen Gesetzes ist die Theorie des Market for Lemons von George A. Akerlof. Hier verdrängen auf dem Gebrauchtwagenmarkt die schlechten Autos die guten.

## Präzisierung
Charles Raymond Whittlesey hat 1937 das missverständliche Gesetz präzisiert. Geld, das einen Geldwert für eine nicht-monetäre Verwendung hat, wird dorthin gebracht, wo es den höheren Wert aufweist – Freihandel vorausgesetzt.

## Umkehrung
Im Zuge der Dollarisierung der Wirtschaft einiger Länder, z. B. in Argentinien oder Zimbabwe, wird ein nach Adolphe Thiers benannter umgekehrter Effekt beobachtet. Der harte US-Dollar wird durch Händler gegenüber der an hoher Inflation leidenden Landeswährung bevorzugt. Dies beschleunigt wiederum den Wertverfall der heimischen Währung und eine zunehmende Verbreitung des Dollars. Auch während der Hyperinflation in der Weimarer Republik 1923 wurde die Annahme der Mark zugunsten anderer Rohstoffe verweigert.